# Büsumer Deichhausen
Büsumer Deichhausen (früher „Dykhusen“) ist eine Gemeinde im Kreis Dithmarschen in Schleswig-Holstein.

## Geographie

### Lage
Die Marschgemeinde liegt direkt an der Nordsee an der Nordküste der Meldorfer Bucht. Sie liegt östlich des Nordsee-Heilbads Büsum.

### Nachbargemeinden
Nachbargemeinden sind im Uhrzeigersinn im Westen beginnend die Gemeinden Büsum, Westerdeichstrich, Oesterdeichstrich und Warwerort (alle im Kreis Dithmarschen).

## Geschichte
Am 1. April 1934 wurde die Kirchspielslandgemeinde Büsum aufgelöst. Alle ihre Dorfschaften, Dorfgemeinden und Bauerschaften wurden zu selbständigen Gemeinden/Landgemeinden, so auch Büsumer Deichhausen.

## Politik

### Gemeindevertretung
Bei der Kommunalwahl am 14. Mai 2023 wurden insgesamt neun Sitze vergeben. Diese fielen erneut alle an die Wählergemeinschaft Büsumer Deichhausen. Die Wahlbeteiligung betrug 60,5 %.

## Wirtschaft und Infrastruktur

### Verkehr
Direkt durch den Ort führt die Kreisstraße 55, die westlich in die Bundesstraße 203 nach Heide mündet. Der nächstgelegene Bahnhof befindet sich in Büsum. Es besteht über die Strecke nach Heide im dortigen Bahnhof Anschluss an die Regionalzüge der Verbindung Westerland–Hamburg und an den sporadischen Intercity-Verkehr.

### Bade- und Erholungsort
Aufgrund der Lage der Gemeinde ist sie wirtschaftlich überwiegend touristisch geprägt. Es gibt einen Imbiss und eine Zahl an Ferienwohnungen. Der Strand wird von der DLRG bewacht. Der Eintritt ist kostenlos, man benötigt aber eine Kurkarte.

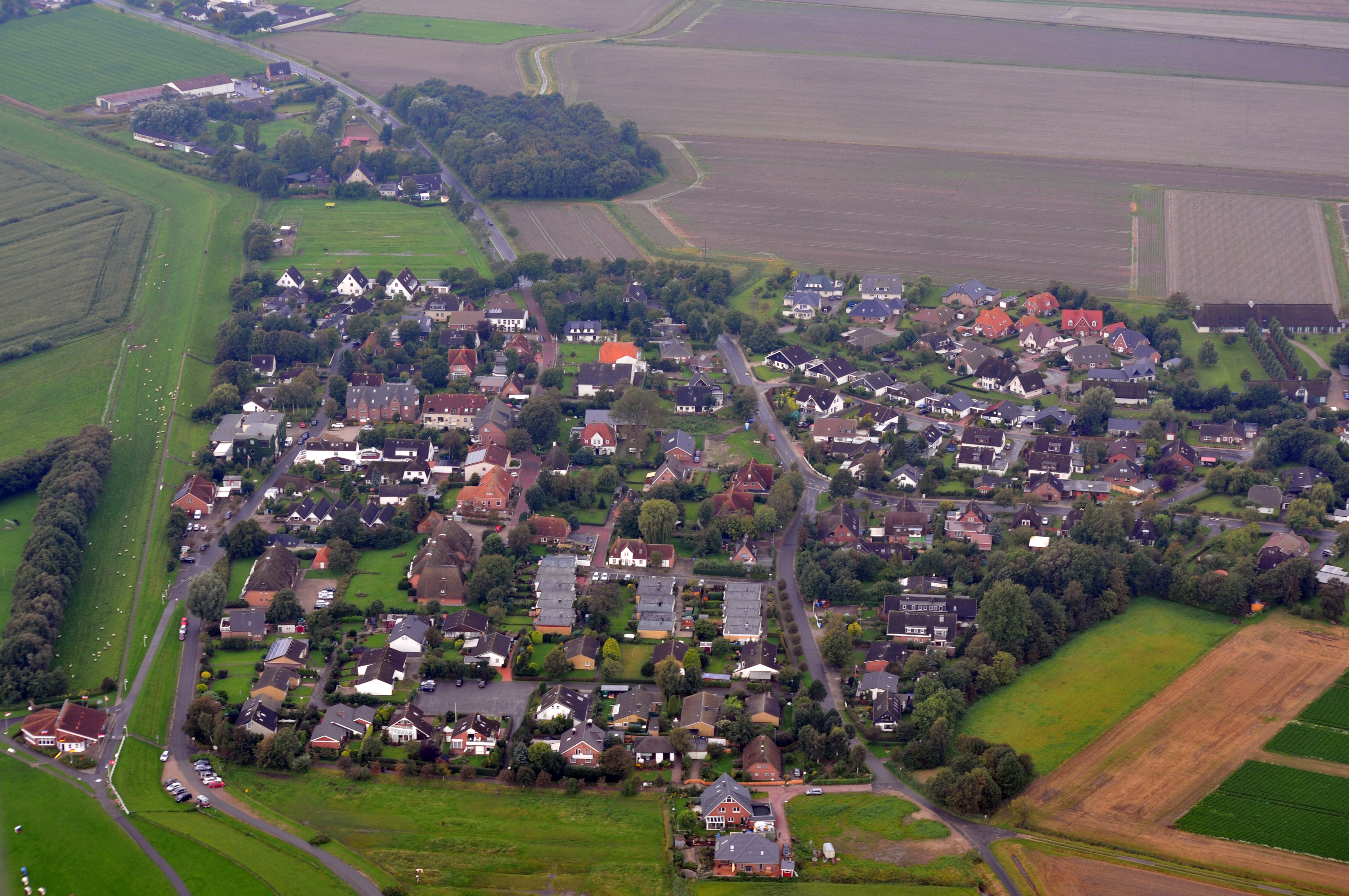
Büsumer Deichhausen, 2011